# Приполярний Урал
Приполярний Урал, частина Уралу між верхів'ями річки Хулги (басейн Обі) і широтною ділянкою річки Шугор (басейн Печори), що прорізає головний хребет у 64° пн. ш. Простягається з північного сходу на південний захід на 230 км, шириною до 150 км.
Знаходяться найвищі вершини Уралу: Народна (1895 м), Карпінського гора (1878 м), гора Манарага (1820 м).
Найвища осьова частина складена кварцитами й кристалічними сланцями, на західному і східному схилах — метаморфічними й осадковими породами (пісковики, вапняки тощо); є сучасні невеликі льодовики (Гофмана, Варсоноф'євой тощо) і численні сніжники. Добре представлені сліди гірничодолинних заледенінь. Схили до висоти 500 м покриті тайговими лісами (ялина, модрина, береза); вище — гірська тундра, скелі, кам'яні розсипи.